# Charles Auguste Creutzer
Charles Auguste Creutzer (* 1. April 1780 in Zweibrücken; † 21. September 1832 in Bitsch) war ein französischer Général de brigade aus deutscher Familie.

## Leben
Seine Kindheit verbrachte Creutzer in Zweibrücken, das 1793 von französischen Truppen besetzt und dem Département du Mont-Tonnerre zugeschlagen wurde.
Schon früh ein Anhänger Napoleons, schloss er sich am 22. Dezember 1799 mit 19 Jahren der Rheinarmee an. Er fiel in der Schlacht bei Memmingen (10. Mai 1800) durch seine Tapferkeit auf und machte unter dem Kommando von General Claude-Jacques Lecourbe Karriere. Später wechselte er mit einem eigenen Kommando zu General Jean-Victor Moreau.
Im Jahr 1800 wurde Creutzer Aide-de-camp von General Gudin. Während dieser Zeit heiratete er eine Nichte von Marschall François-Joseph Lefebvre. Creutzers Schwester Jeanne Caroline war mit dem späteren General Charles Étienne Gudin de La Sablonnière verheiratet.
Creutzer nahm am Russlandfeldzug teil und kämpfte bei Kulm (29./30. August 1813). Während einer zweiten Schlacht dort drei Wochen später geriet er am 17. September bei Arbesau in Kriegsgefangenschaft. Nach der Schlacht bei Paris (30. März 1814) und dem anschließenden Friedensvertrag kam Creutzer frei und kam im Juli desselben Jahres wieder nach Frankreich zurück.
Während Napoleons „Herrschaft der Hundert Tage“ war Creutzer Militärgouverneur der Stadt Bitsch und der dazugehörigen Zitadelle. Als 1815 königlich-bayerische Truppen unter Friedrich von Zoller Stadt und Festung belagerten, gab Creutzer nur eines allgemeinen Waffenstillstands wegen auf.
Er kehrte 1816 nach Paris zurück und wurde mit mehrheitlich militärisch-administrativen Aufgaben betraut. Während der Julirevolution von 1830 verhielt er sich neutral.

## Ehrungen
- 4. Oktober 1814 Ordre royal et militaire de Saint-Louis
- 12. Oktober 1814 Offizier der Ehrenlegion